# Spiški dvorac
Spiški dvorac (slk. Spišský hrad) je dvorac u Slovačkoj, koji spada u najveće u Srednjoj Europi. Smješten je na istoku zemlje, iznad sela Žehre u okrugu Levoča u oblasti Spiš. Podignut je na kamenom vrhu brda koje potpuno dominira okolinom. Slovenska drvena utvrda je u 7. stoljeću zamijenjena kamenom koja je tijekom narednih stoljeća proširivana i dograđivana. Njen veći dio je stradao u požaru 1780. godine i od tada je izložena propadanju. Od 1993. godine se nalazi na UNESCO-ovom popisu svjetske baštine (#620).

## Povijest
Ne zna se kada je točno podignuta prva utvrda na ovom mjestu, ali je to bilo najverojatnije u 9. stoljeću, ako ne i ranije, u doba kada su lokalni Slovaci podizali svoje prve utvrde širom današnje Slovačke. Drvena tvrđava je u 12. stoljeću zamijenjena kamenom, građenom u romanskom stilu u kojoj je smješteno središte Spiške županije.
Tvrđavi je u drugoj polovini 13. stoljeća dodan dvokatni romanski dvorac i trobrodna bazilika u romansko-gotskom stilu. U 14. stoljeću je podignuto još jedno podgrađe, kome se tijekom velike obnove sprovedene u 15. stoljeću pridružilo i treće. Pored podgrađa u 15. stoljeću su bedemi dodatno ojačani i povišeni, a u sklopu tvrđave je oko 1470. godine podignuta kapela u kasnogotskom stilu. Zapolje su tijekom svoje vladavine tvrđavom podigle u njegovom srcu tipičnu renesansnu palaču. Tvrđava je teško stradala u požaru 1780. godine i od tada je napuštena, da bi tek u drugoj polovini 20. stoljeća neki njeni dijelovi bili obnovljeni.